# Bart van Poppel
Bart van Poppel (1956) is een Nederlandse muzikant die onder meer basgitaar, piano, gitaar en mondharmonica speelt. Van Poppel is als producer actief en schrijft muziek voor commercials. 
Hij speelde sinds de jaren 80 in uiteenlopende bands waaronder Loïs Lane, Shine en Tambourine. Hij werkte samen met onder andere JP den Tex, René van Barneveld, Adrian Borland en Felix Maginn. Sinds enkele jaren is Van Poppel een van de drijvende krachten achter The Analogues, een grootschalig project waarin een groep muzikanten het latere werk van The Beatles live uitvoert.